# Prince William Sound

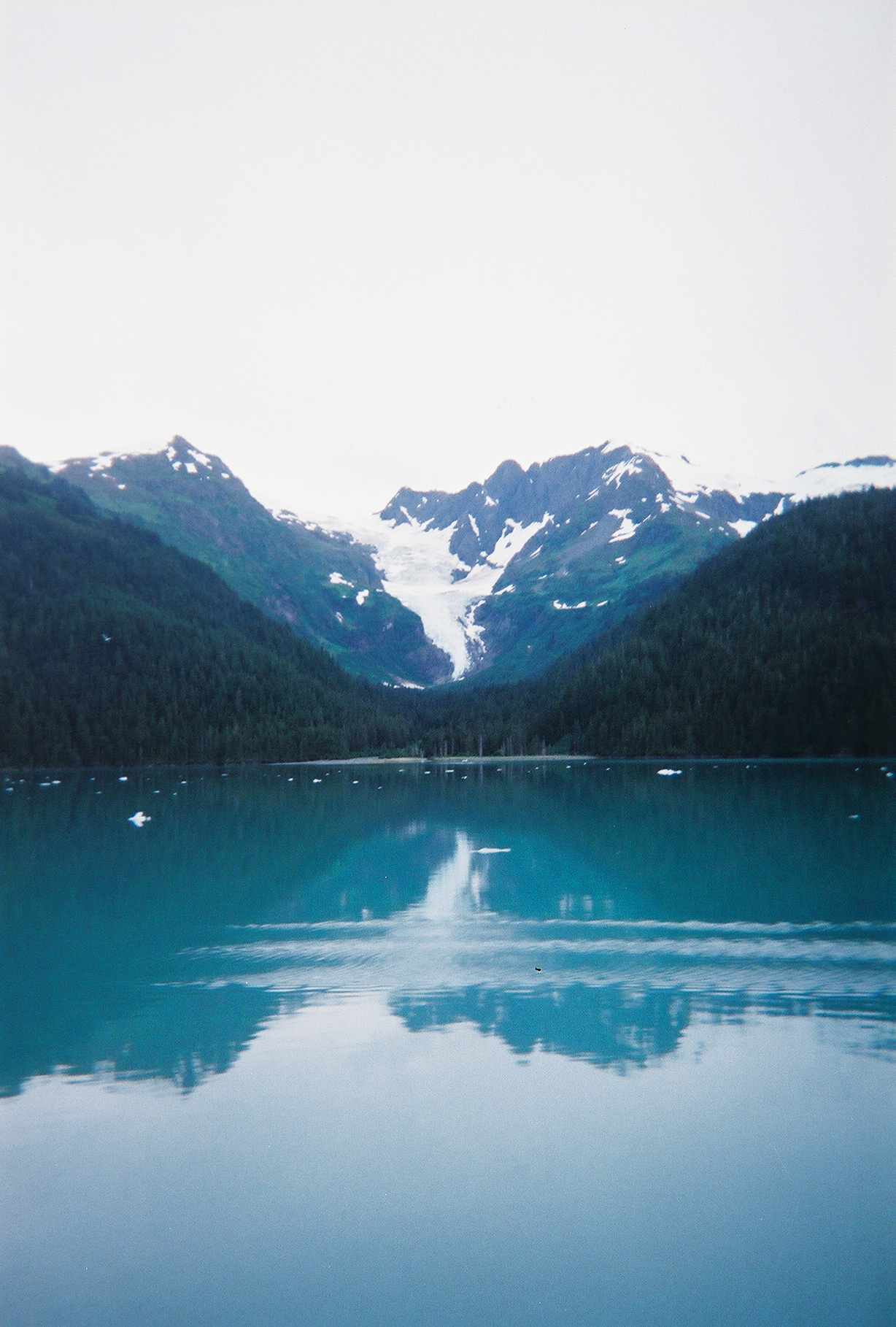
Prince William Sound vid Columbiaglaciären

Prince William Sound är en fjärd i Alaskagolfen vid den södra kusten av Alaska. Väst om fjärden finns halvön Kenai Peninsula. Största hamnen i Prince William Sound är Valdez som ligger vid den södra delen av pipelinesystemet Trans-Alaska Pipeline System. Andra bosättningar runt fjärden är Cordova och Whittier. Fjärden fick sitt namn av George Vancouver som namngav den 1778 efter dåvarande Prins William, senare Kung William IV.
1964 drabbades området av en våldsam jordbävning, Långfredagsskalvet i Alaska, som orsakade en stor tsunami vilken dödade flera Chugachindianer i kustbyn Chenega. Tsunamin förstörde även staden Valdez och drabbade en rad andra bosättningar.
1989 gick oljetankern Exxon Valdez på ett grund, Bligh Reef, strax efter att fartyget lämnat Valdez. Detta resulterade i omfattande skador på miljön.